# Бриаско-Балекян, Норберто
Норберто Алехандро Бриаско-Балекян (исп. Norberto Alejandro Briasco Balekian; арм. Նորբերտո Ալեխանդրո Բրիասկո Բալեկյան 29 марта 1996, Буэнос-Айрес) — армянский и аргентинский футболист, нападающий клуба «Бока Хуниорс» и сборной Армении.

## Ранняя жизнь
Бриаско родился в Буэнос-Айресе, в испано-армянской семье. Он также имеет армянское гражданство, через свою мать, фамилия которой Балекян. Его дед живёт в Аргентине и помогает ему изучать армянский язык. Несмотря на то, что в детстве он говорил только по-испански, его мать часто говорила по-армянски со своими родителями (бабушкой и дедушкой Норберто), поэтому он однажды заявил, что «знает некоторые слова, по крайней мере, на слух». Он также заявил, что очень гордится своим армянским наследием, поэтому «не колебался, когда его пригласили в сборную». Он по-прежнему остается близким к армянской общине южного Буэнос-Айреса, иногда посещая общественные мероприятия.

## Клубная карьера
27 августа 2016 года Бриаско дебютировал в гостевом матче против «Годой-Крус», выйдя на замену на 75-й минуте вместо Мауро Богадо. 11 марта 2017 года он забьет свой первый официальный гол за старшую команду «Уракана», что даст его команде окончательную победу 1:0 на выезде в Сан-Мартин-де-Сан-Хуан.
3 марта 2017 года он дебютировал на международной арене за свой клуб в гостевом матче 3:0 против Депортиво Ансоатеги в Венесуэле. В ответной игре в Буэнос-Айресе, Норберто забил свой первый международный гол, завершив матч со счётом 4:0, что позволило «Уракану» пройти в следующий раунд Копа Судамерикана.

## Международная карьера
7 марта 2018 года Бриаско получил вызов от сборной Армении по футболу на товарищеские матчи с Эстонией и Литвой. Он дебютировал на международной арене в товарищеском матче с Эстонией 24 марта 2018 года.